# Lạc Long Quân
Lạc Long Quân, zjednodušeně Lac Long Quan, doslova "Pán draků Lacu", byl podle vietnamských legend otec prvních Vietnamců. Byl jediný syn a následník Khuong Loc Tuca (v 1. pádě Khuong Loc Tuc), krále Xich Quyu (v 1. pádě Xich Quy). S jeho ženou Âu Cơ zplodil 100 vajec, ze kterých se později vylíhlo 100 lidí. Jednoho dne jí řekl: "Já pocházím z draků a ty z víl. Jsme neslučitelní jako voda a oheň, proto nemůžeme žít v harmonii." Potom se jejich cesty rozešly. 50 potomků šlo s matkou a 50 s otcem.